# Даль, Сергей Константинович
Сергей Константинович Даль (28 мая 1904, Симферополь, Таврическая губерния, Российская империя — 16 февраля 1982, Ставрополь, РСФСР, СССР) — советский учёный-зоолог и краевед, кандидат биологических наук (1936). Автор более 100 научных работ, в том числе фундаментального труда «Животный мир Армянской ССР» (1954). Работы Даля получили высокую оценку Б. Б. Пиотровского, Н. К. Верещагина, Н. О. Бурчак-Абрамовича и других учёных.

## Биография
Родился 28 мая 1904 года в Симферополе в семье ученого-агронома.
Окончил Симферопольскую казённую гимназию; затем, в 1928 году — естественное отделение физико-математического факультета Симферопольского государственного университета. В 1929—1933 годах работал заведующим биологической станции Дальохотсоюза в сурковом охотхозяйстве в Забайкалье, изучал пятнистого оленя и изюбря в Приморье. В 1934—1938 годах — ассистент, доцент, заведующий кафедрой зоологии Узбекского университета. С 1938 года С. К. Даль — старший научный сотрудник Биологического института Академии наук Армянской ССР.
Участник Великой Отечественной войны, награждён боевым орденами и медалями.
До 1952 года был заведующим сектором зоологии позвоночных АН Армянской ССР. С 1959 года работал в Ставропольском научно-исследовательском противочумном институте. Был членом Ученого совета Ставропольского краеведческого музея.
Умер 16 февраля 1982 года в Ставрополе.

## Память
Именем учёного названы:
- Ящерица Даля (Darevskia dahli), обитающая в Армении и Грузии.[3]
- Песчанка Даля (Meriones dahli), эндемик Армении.